# Solanum cochoae
Solanum cochoae är en potatisväxtart som beskrevs av G.J.Anderson och Bernardello. Solanum cochoae ingår i släktet skattor som ingår i familjen potatisväxter. Inga underarter finns listade i Catalogue of Life.